# Tupolev Tu-160
Tupolev Tu-160, förkortat Tu-160 (ryska: Туполев Ту-160, Ту-160. NATO-rapporteringsnamn: Blackjack), är ett tungt jetdrivet bombflygplan, som utvecklades av Sovjetunionen under 1980-talet. Det var också det sista bombflygplanet som utvecklades av Sovjetunionen före dess upplösning. Tu-160 är i nuläget (Oktober 2022) det största och tyngsta militära flygplanet som någonsin har byggts som kan flyga snabbare än Mach 2.

## Utveckling
Under 1970-talet hade USA börjat utveckla ett nytt bombflygplan som skulle kunna nå hastigheter av Mach 2; Rockwell B-1 Lancer. Sovjetunionens svar på detta var att också börja utveckla ett nytt bombflygplan, baserat på samma prestanda. Det skulle kunna bära stora bomblaster över långa avstånd men även kunna flyga i hastigheter uppåt Mach 3. 
Den första prototypen flög i december 1981 och 1984 började serieproduktionen. Planet togs i tjänst 1987, även om det officiella införandet i det ryska flygvapnet inte skedde förrän 2005. Totalt var 100 plan planerade att byggas, men efter Sovjetunionens upplösning ströps finansieringen. År 1994 stoppades tillverkningen efter det att 35 flygplan producerats.

## I dag
Efter Sovjetunionens upplösning delades de 35 Tu-160-planen upp mellan Ukraina och Ryssland. Ett antal av de flygplan som hamnat i ukrainsk ägo återlämnades under det sena 1990-talet till Ryssland som betalning för rysk naturgas. De resterande ukrainska planen skrotades strax därefter.
Sedan dess är Ryssland det enda land som flyger med planet i aktiv tjänst. Totalt är 17 plan i bruk. Dessa genomgår livstidsförlängning. 
I december 2007 levererade den ryska flygplansfabriken Kazan Aviation ett helt nytt Tu-160 till det ryska flygvapnet. Planet sägs vara redo för aktiv tjänst under 2008. Det rapporterades även att man kommer att leverera 1 nytt Tu-160 till flygvapnet varje eller vartannat år till det ryska flygvapnet. Enligt planerna så skall produktionen fortsätta till 2025-2030 med då ca 30 plan i tjänst.

## Varianter
- Tu-160S
- Tu-160V
- Tu-160 NK-74
- Tu-160M
- Tu-160P
- Tu-160PP
- Tu-160R
- Tu-160SK

## Bilder

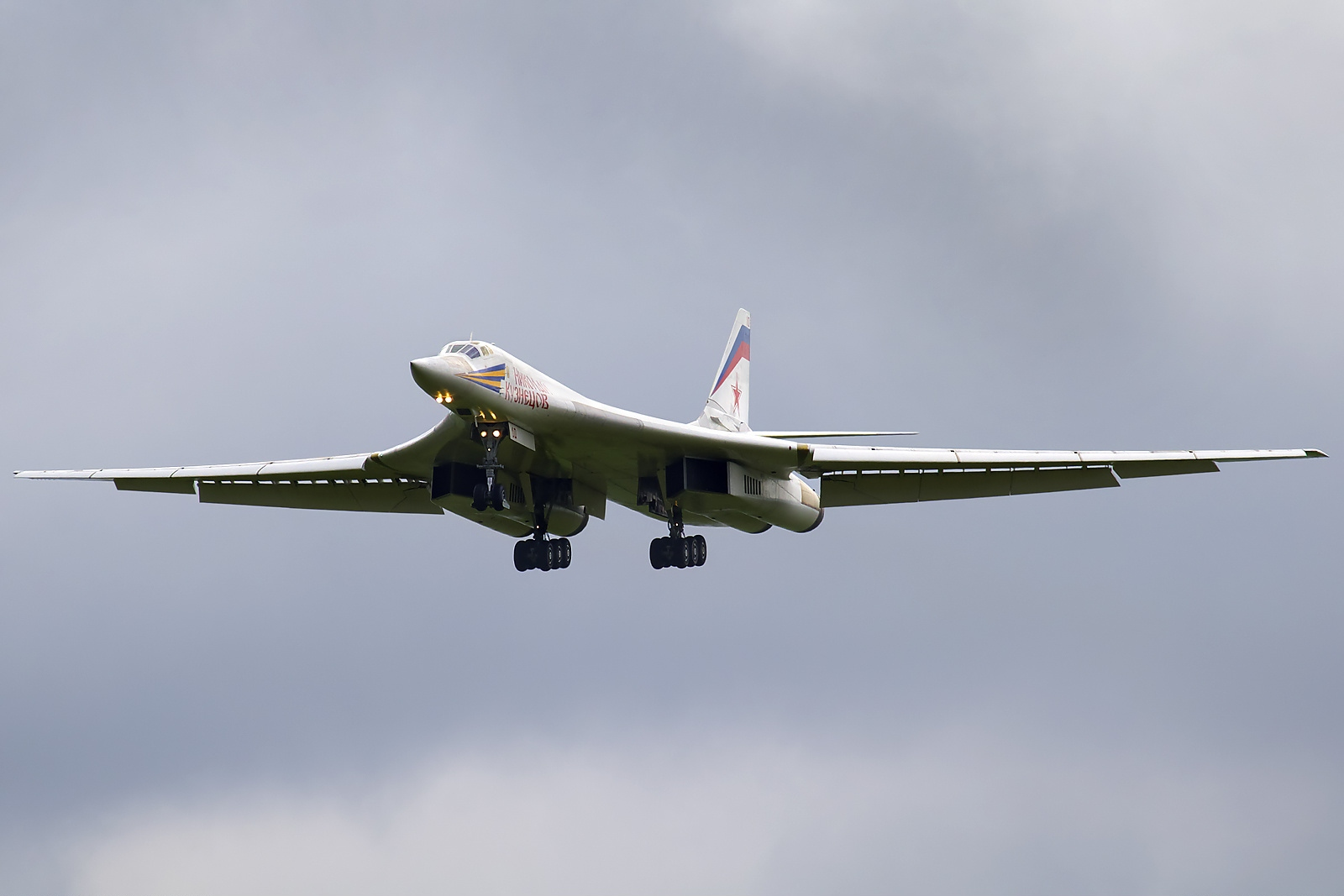
Tu-160S
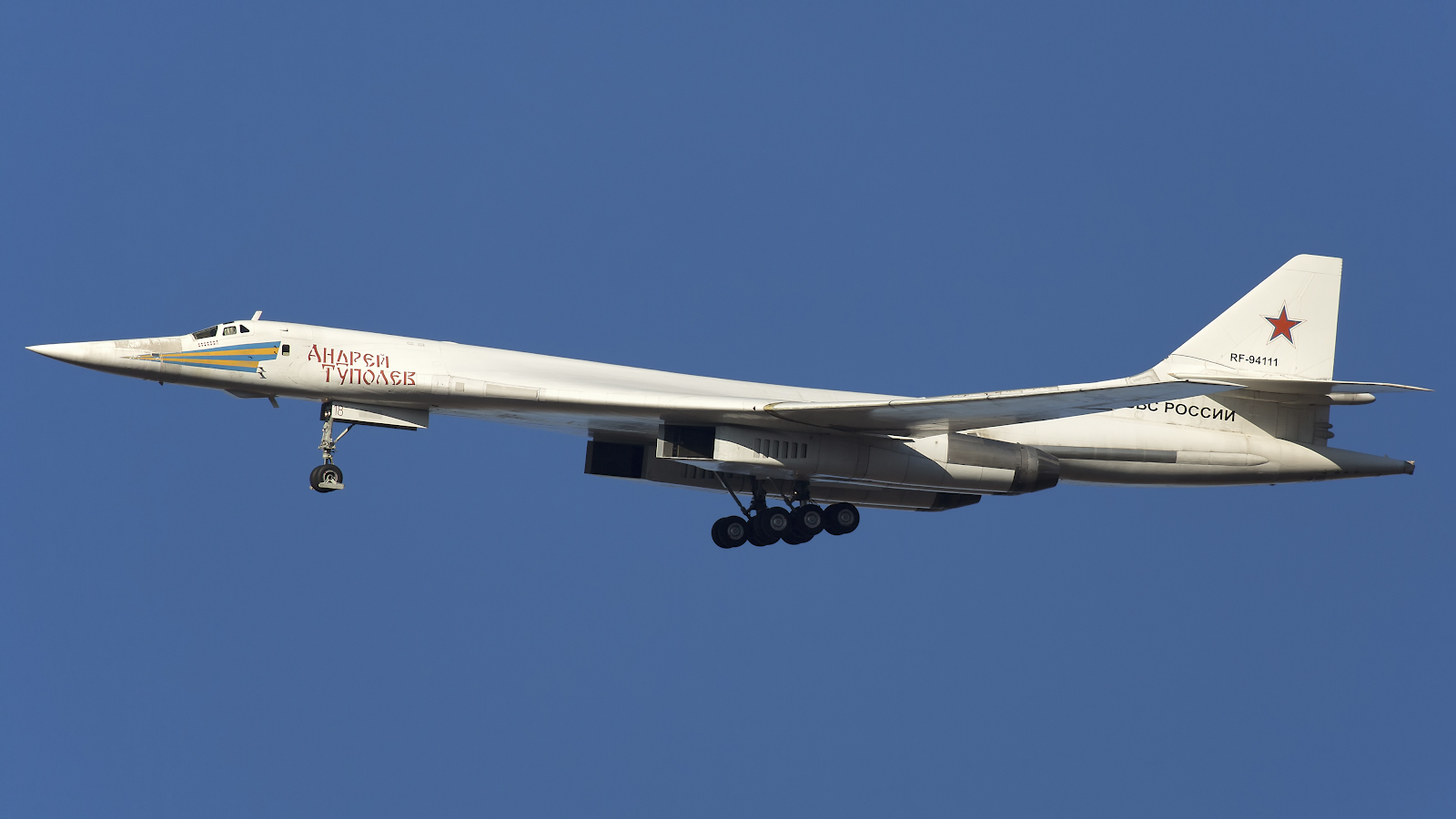
Tu-160M
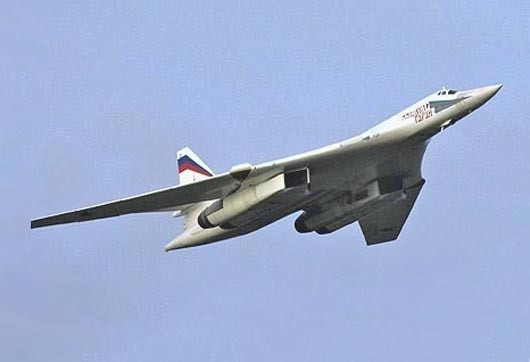
En Tu-160 med vingarna insvepta
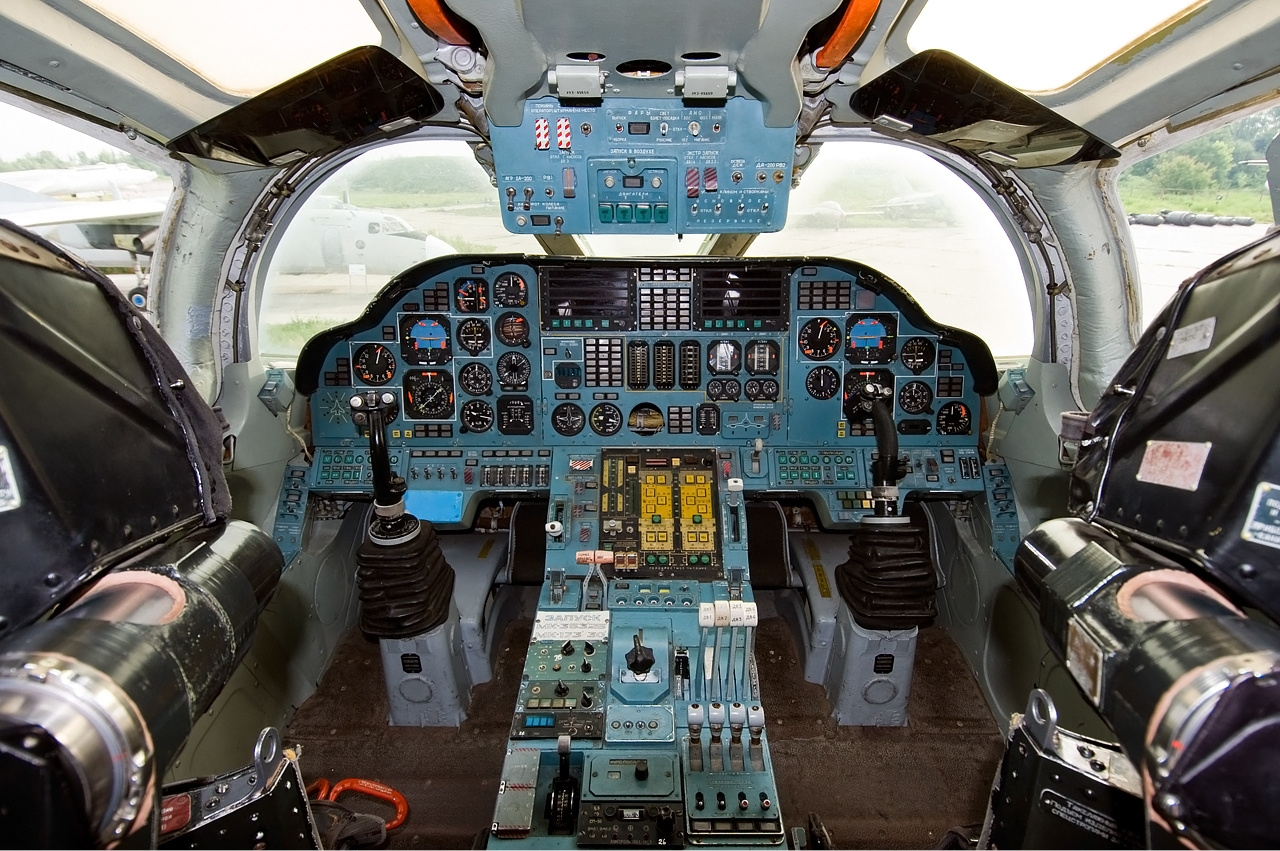
Cockpiten
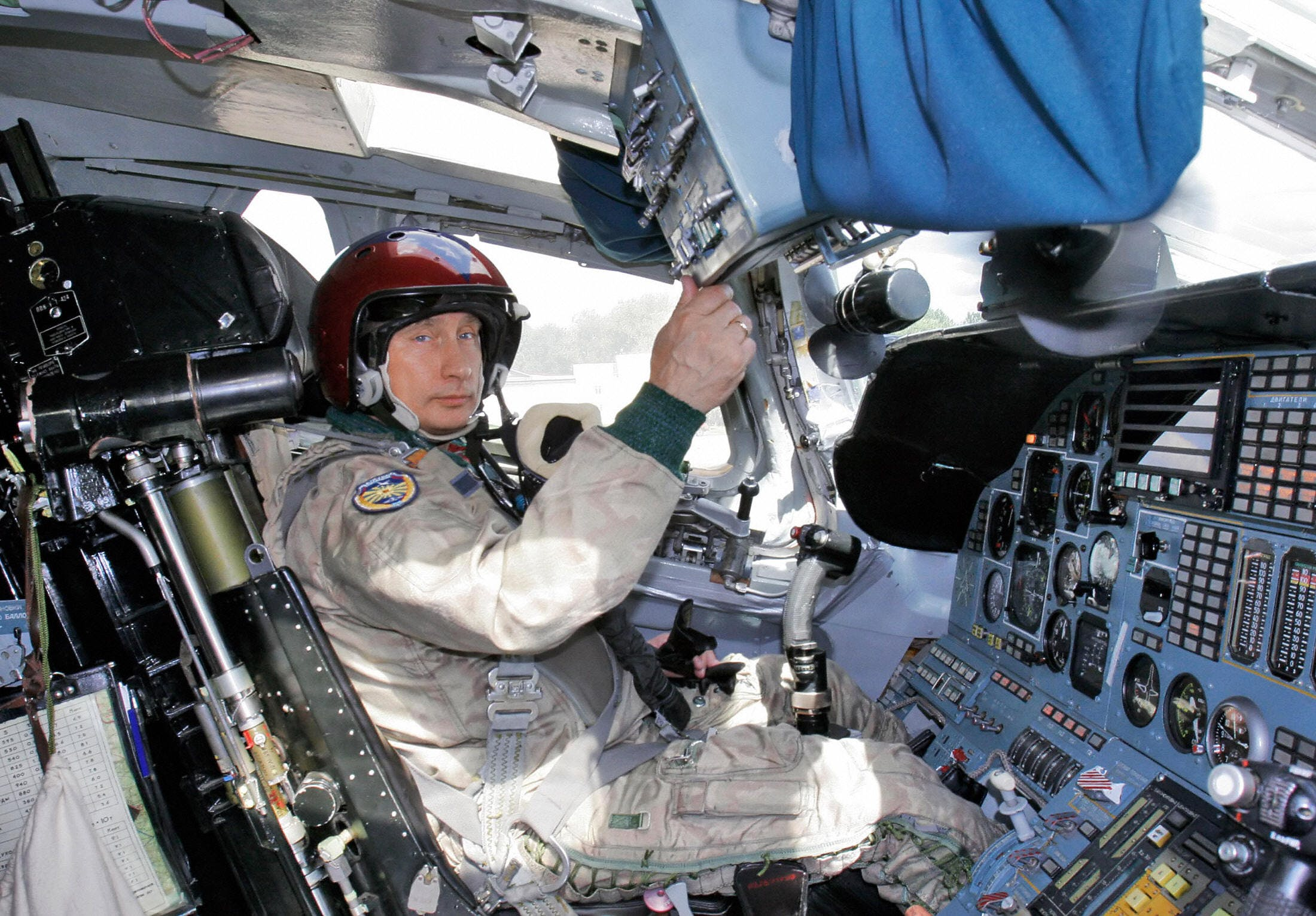
Rysslands president Vladimir Putin sitter inne i en Tu-160